# Schinkensolper
Als Schinkensolper bezeichnet man ein gepökeltes Teilstück des Schweinefleischs. Für den Zuschnitt trennt man magere Stücke von Schweineschulter oder Schweinehüfte.